# Scampton
Scampton är en ort och civil parish i Storbritannien.   Den ligger i grevskapet Lincolnshire och riksdelen England, i den sydöstra delen av landet, 200 km norr om huvudstaden London. Scampton ligger 28 meter över havet och antalet invånare är 825.
Terrängen runt Scampton är platt. Runt Scampton är det mycket tätbefolkat, med 2 261 invånare per kvadratkilometer. Närmaste större samhälle är Lincoln, 8,7 km söder om Scampton. Trakten runt Scampton består till största delen av jordbruksmark.